# Huasco (Atacama)
Huasco is een gemeente in de Chileense provincie Huasco in de regio Atacama. Huasco telde 10.149 inwoners in 2017 en heeft een oppervlakte van 1601 km².
- Gemeinsame Normdatei: 4833417-0
- Library of Congress Control Number: n82137662
- Nationale Bibliotheek van Israël: 987007564429205171
- Virtual International Authority File: 151296725